# GP Ouest France-Plouay 2007
El GP Ouest France-Plouay 2007 és una cursa ciclista que es disputà el 2 de setembre de 2007 pels voltants de Plouay, a la Bretanya. Es disputen diverses voltes a un circuit per completar un total de 226 km.
Tot i que cap als intents d'escapada va reeixir a darrera hora Thomas Voeckler va aconseguir escapolir-se uns metres per davant del gran grup. Una distància que fou decisiva i li permeté obtenir la victòria amb 2" d'avantatge sobre el gran grup, encapçalat per Thor Hushovd.

## Classificació general
|    | Ciclista           | Equip                 | Temps      | UCI ProTour Punts |
| -- | ------------------ | --------------------- | ---------- | ----------------- |
| 1  | Thomas Voeckler    | Bouygues Télécom      | 5h 32' 47" | 40                |
| 2  | Thor Hushovd       | Crédit Agricole       | + 2"       | 30                |
| 3  | Danilo Di Luca     | Liquigas              | m. t.      | 25                |
| 4  | Filippo Pozzato    | Liquigas              | m. t.      | 20                |
| 5  | Steven de Jongh    | Quick Step-Innergetic | m. t.      | 15                |
| 6  | Matthieu Sprick    | Bouygues Télécom      | m. t.      | 11                |
| 7  | Rinaldo Nocentini  | AG2R Prévoyance       | m. t.      | 7                 |
| 8  | Carlo Scognamiglio | Team Milram           | m. t.      | 5                 |
| 9  | Manuele Mori       | Saunier Duval-Prodir  | m. t.      | 3                 |
| 10 | Arnaud Gérard      | Française des Jeux    | m. t.      | 1                 |